# Frank Ludwig
Frank Ludwig (* 22. September 1980) ist ein ehemaliger deutscher Skispringer.

## Werdegang
Ludwig konnte in der Saison 1998/99 erstmals Punkte im Skisprung-Continental-Cup sammeln. Beim Springen im thüringischen Lauscha erreichte er am 26. Januar 2002 beim Springen von der Marktiegelschanze mit Rang 3 erstmals das Podium. Am 15. März desselben Jahres gewann er in Vikersund sein bislang einziges Springen.
In der Saison 2002/03 scheiterte Ludwig an der Qualifikation zu den Weltcup-Springen in Oberstdorf und Garmisch-Partenkirchen. Anschließend nahm er weiter an Wettbewerben im COC teil und konnte zwei weitere Podiumsplatzierungen in Eisenerz erreichen.
Er hält bis heute den Schanzenrekord auf der mittlerweile stillgelegten Vessertalschanze in Vesser.

## Erfolge

### Continental-Cup-Siege im Einzel
| Nr. | Datum         | Ort       | Typ           |
| --- | ------------- | --------- | ------------- |
| 1.  | 15. März 2002 | Vikersund | Normalschanze |

### Continental-Cup-Siege im Team
| Nr. | Datum          | Ort        | Typ           |
| --- | -------------- | ---------- | ------------- |
| 1.  | 4. August 2002 | Oberstdorf | Normalschanze |

### Continental-Cup-Platzierungen
| Saison  | Platz | Punkte |
| ------- | ----- | ------ |
| 1998/99 | 220.  | 015    |
| 1999/00 | 268.  | 003    |
| 2000/01 | 202.  | 013    |
| 2001/02 | 030.  | 311    |
| 2002/03 | 013.  | 574    |